# Gentianella aspera
Gentianella aspera là một loài thực vật có hoa trong họ Long đởm. Loài này được (Hegetschw. & Heer) Dostál ex Skalický, Chrtek & Gill mô tả khoa học đầu tiên năm 1966.